# 関ジャニ∞・丸山隆平 Bassist Bar
『関ジャニ∞・丸山隆平 Bassist Bar』（かんジャニエイト・まるやまりゅうへい ベーシスト・バー）は、TBSラジオで2017年12月27日から不定期で放送されているラジオ番組。丸山隆平（関ジャニ∞）の冠番組である。

## 概要
本番組は、ロックバンドとして活躍する関ジャニ∞でベースを担当している丸山隆平が、自身の所有するベースを持ち込み、ベーシストのゲストと共にベースにまつわるトークを展開する番組。
丸山がTBSラジオで冠番組を持つのは初である。
アシスタントは、TBS系バラエティ番組『ペコジャニ∞!』で丸山が関ジャニ∞として共演していたTBSアナウンサーの江藤愛。
2017年12月27日（水曜日）21:00 - 22:00に、第1回を放送。
2019年1月4日（金曜日）20:00 - 21:00に、第2回を放送。
第2回の放送後記や番組の構成を担当した佐藤満春（どきどきキャンプ）が第3回の放送をアナウンスしていたが、2022年6月現在、その後の放送は無い。

## 出演者
- 丸山隆平（関ジャニ∞） - パーソナリティ
- 江藤愛（TBSアナウンサー） - アシスタント

## 放送リスト
| 回 | 放送日         | ゲスト                      | 備考 |
| -- | -------------- | --------------------------- | ---- |
| 1  | 2017年12月27日 | ハマ・オカモト（OKAMOTO'S） |      |
| 2  | 2019年1月4日   | 吉田一郎不可触世界          |      |

## 番組テーマ曲
※全て関ジャニ∞の楽曲。
- オープニング：「勝手に仕上がれ」[5]
- エンディング：「七色パラメータ」[5]
- ジングル[5]
  - 「イッツ マイ ソウル」
  - 「Tokyoholic」
  - 「Traffic」 - 第2回のみ